# Sallapadan
Sallapadan ist eine philippinische Stadtgemeinde in der Provinz Abra. Sie hat 6622 Einwohner (Zensus 2015).

## Baranggays
Sallapadan ist administrativ unterteilt in neun Baranggays.
| - Bazar - Bilabila - Gangal (Pob.) | - Maguyepyep - Naguilian - Saccaang | - Sallapadan - Subusob - Ud-udiao |